# تورکا (دریاچه بایکال)
تورکا (روسی: Турка) یک رودخانه در جمهوری بوریاتیای کشور روسیه است.